# آگورا

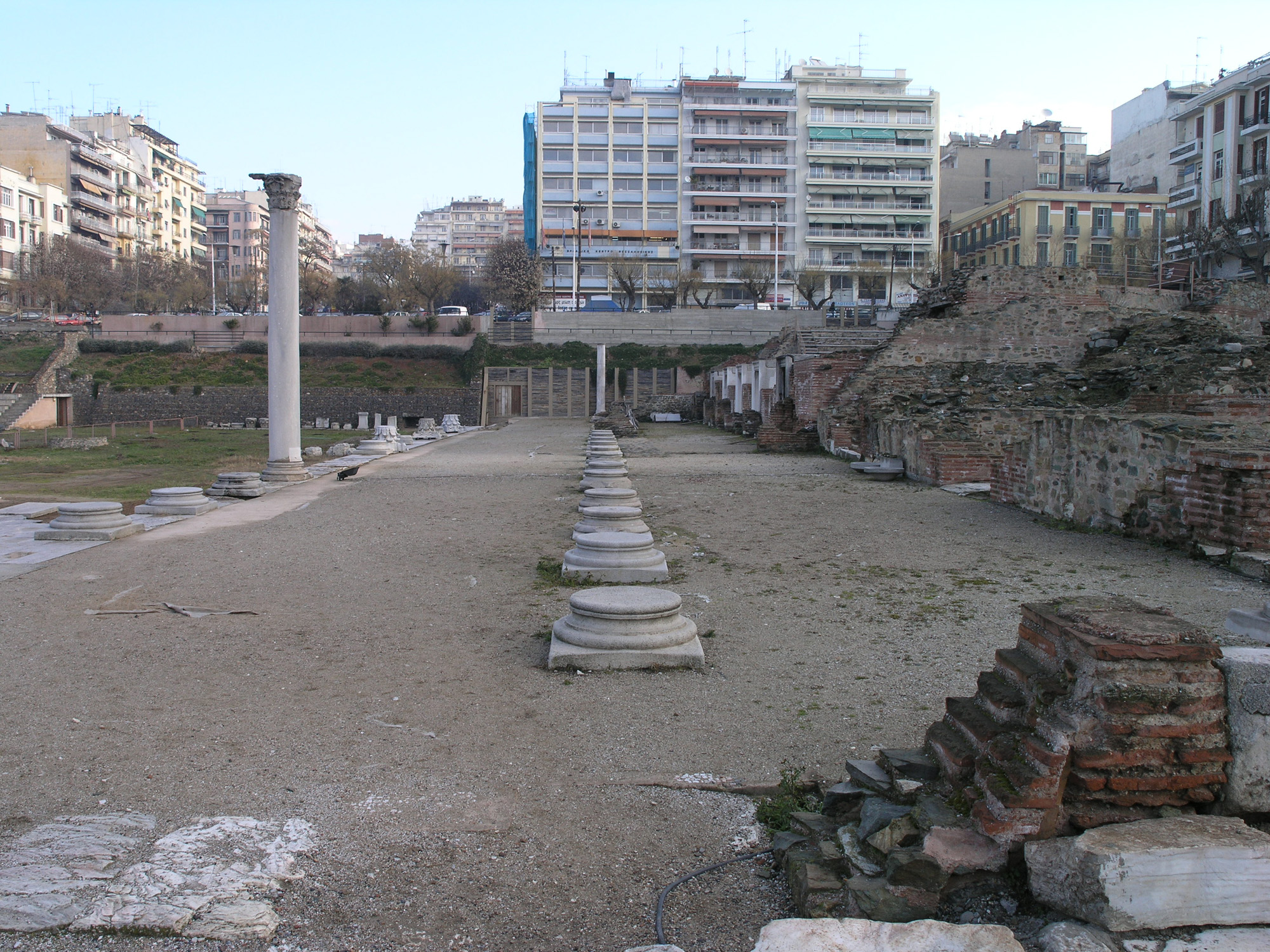
گردشگاه سرپوشیده ای از آگورای باستانی تسالونیکی

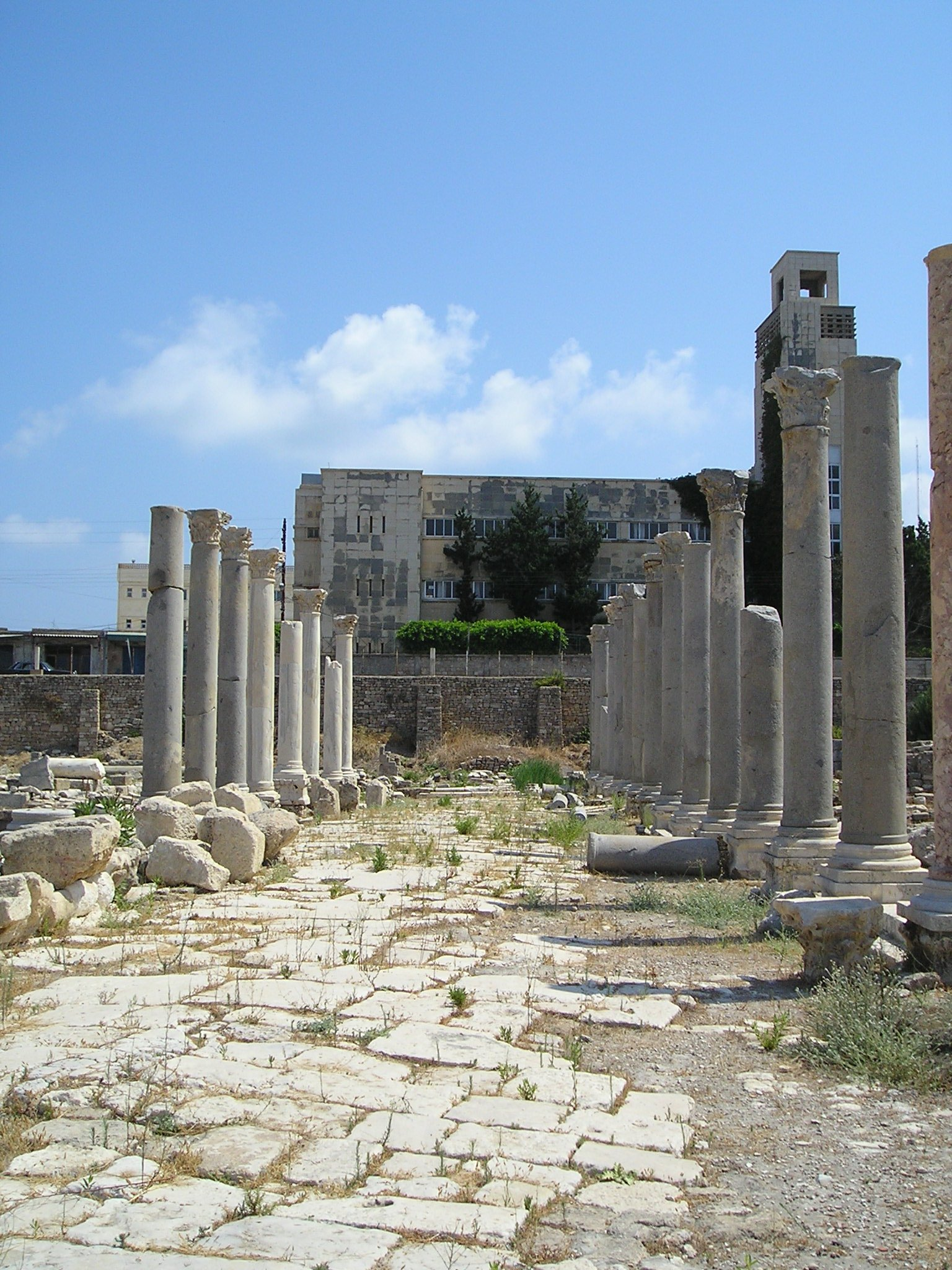
آگورای تییر در لبنان

آگورا (به انگلیسی: Agora و به یونانی: Ἀγορά) به میدان‌های عمومی مهم در شهرهای یونان باستان گفته می‌شد، که نقش مرکزیت شهر را ایفا می‌نمود. معمولاً در اطراف هر میدانی رواق‌های اختصاصی ساخته می‌شد، که قاضی‌ها در آن رواق‌ها به داوری و قضاوت می‌پرداختند.
در وسط آگورا، معمولاً مراسم عمومی و مذهبی و همچنین برخی جشن‌ها برگزار می‌شد. همچنین مجسمه‌های خدایان یونان باستان (خدایان کوه المپ) و نیز قهرمانان این سرزمین نیز، در آنجا نصب می‌شد. آگوراها همچنین اصلی‌ترین مرکز اقتصادی شهر نیز محسوب می‌شد.
معروفترین آگورا در تاریخ یونان باستان آگورای آتن بود که معمولاً اجتماعات عام در آنجا صورت می‌گرفت.
یکی از قوانین مشهور یونان باستان که محل انجام آن در آگورای شهرها بود، قانون استراسیزم یا تبعید بود. به موجب این قانون از مردم در مورد تبعید یا نفی بلد اشخاص (معمولاً اشخاص مقتدر و متشخص) رأی گیری به عمل می‌آمد و مردم برای رأی دادن می‌بایستی رأی خود را بر روی تکه‌ای صدف یا گوش ماهی یا سفال بنویسند، و آن را برای انداختن به صندوق مخصوص به آگورا بیاورند. البته قبل از انداختن رأی، مأموران خاصی که در آگورا حاضر بودند، اقدام به شمارش تعداد مردم حاضر در آگورا می‌کردند، تا اگر تعداد این مردم از شش هزار نفر کمتر بود، موضوع نفی بلد منتفی اعلام گردد.
انجام امور اقتصادی و تجارتی در آگورا، از اعتبار و رسمیت بیشتری نسبت به انجام چنین اموری در سایر نقاط شهر برخوردار بود و چنانچه در جریان داد و ستد و فعالیت‌های اقتصادی در آگورا، اختلافی میان افراد بروز می‌کرد، مدعی العموم و متصدیان رسیدگی به دعاوی، پرداختن به چنین اختلافی را نسبت به سایر اختلافات، در اولویت بیشتری قرار می‌دادند و جهت رسیدگی بدان، قوانین خاص داشتند.
به نظر می‌رسد که محوطهٔ آگوراها در یونان باستان، از نوعی حرمت و قداست نیز برخوردار بوده‌اند. چراکه متهمین و کسانی که مرتکب جرم یا جنایتی می‌شدند، تا روز شروع محاکمه‌شان از اماکن مقدسه دور نگاه داشته می‌شدند و در عین حال قانون اجازه نمی‌داد که این افراد حتی به محوطهٔ میدان آگورا نیز وارد شوند.